# Gustav Kleikamp
Gustav Kleikamp (ur. 8 marca 1896 w Widuchowej, zm. 13 września 1952 w Mülheim an der Ruhr) – wiceadmirał Kriegsmarine, dowódca m.in. pancernika „Schleswig-Holstein” w ataku na Westerplatte.

## Stopnie wojskowe
- Fähnrich zur See (3 kwietnia 1914);
- Leutnant zur See (18 września 1915);
- Oberleutnant zur See (7 stycznia 1920);
- Kapitänleutnant (1 lutego 1925);
- Korvettenkapitän (1 października 1932);
- Fregattenkapitän (1 października 1936);
- Kapitän zur See (1 kwietnia 1938);
- Konteradmiral (1 kwietnia 1942);
- Vizeadmiral (1 października 1943).

## Przebieg kariery wojskowej
Był synem lekarza Carla Kleikampa i Anny (z d. Kletzin). Jego bracia, Fritz i Karl, byli żołnierzami podczas I wojny światowej. Kuzynem Kleikampa był Generalmajor Helmut Kleikamp, oficer wywiadu w 5. Armii.
Wstąpił do marynarki wojennej i odbył w stopniu Seekadett szkolenie podstawowe na pokładzie krążownika ciężkiego „Vineta” w okresie 1 kwietnia 1913 – 31 marca 1914. W okresie 1 kwietnia 1914 – 1 sierpnia 1914 w szkole morskiej w Mürwik. Następnie radiooficer na krążowniku liniowym „Derfflinger” (2 sierpnia 1914 – 17 marca 1918). Od 18 marca 1918 do października 1918 przeszedł szkolenie w szkole podwodniaków i był oficerem wachtowym na SM U-9.
Od października do 31 grudnia 1918 oficer administracyjny I Flotylli Podwodnej, od 1 stycznia 1919 do 30 czerwca 1920 w II Brygadzie Marynarki, potem do 20 września 1920 w dyspozycji dowódcy sił morskich na Morzu Północnym. Radiooficer i oficer obserwacyjny na krążowniku „Hamburg” od 1 października 1920 do 30 grudnia 1921, potem te same funkcje pełnił na liniowcu Braunschweig do 30 września 1922. Dowódca trałowca M-133 od 1 października 1922 do 30 września 1923, następnie instruktor w szkole sygnalistów (1 października 1923 – 31 marca 1925), a w okresie 1 kwietnia 1925 – 21 września 1926 w szkole torpedowej i sygnalistów. Oficer na bliźniaczych do Schleswiga-Holsteina pancernikach typu Deutschland: Hannover (24 września 1926 – 1 marca 1927) i Schlesien (2 marca 1927 – 27 września 1928). Oficer treningowy na krążowniku Emden (28 września 1928 – 5 stycznia 1930), oddany do dyspozycji dowódcy stacji morskiej na Morzu Północnym na okres 6 stycznia 1930 – 10 lutego 1930. Kierownik eksperymentalnego instytutu sygnalizacji od 11 lutego 1930 do 25 września 1932. Oficer łącznikowy komendantury I Dystryktu Wojskowego w Królewcu (4 października 1932 – 22 lipca 1933), oficer sztabowy dowództwa floty (23 lipca 1933 – 24 września 1935).
Od 26 września 1935 do 3 maja 1937 pierwszy oficer na pancerniku „Schleswig-Holstein”. Dowódca grupy technicznej sygnalistów Naczelnego Dowództwa Marynarki Wojennej (OKM) (1 czerwca 1937 – 31 marca 1938), następnie do 23 kwietnia 1939 dowódca departamentu technicznego sygnalistów OKM. Dowódca liniowca „Schleswig-Holstein” od 26 kwietnia 1939 do 28 sierpnia 1940, w kwietniu 1940 jednocześnie dowódca 7 grupy okrętów w Operacji „Weserübung”. Szef dowództwa morskiego Calais (29 sierpnia 1940 – 27 października 1940) i równolegle szef Flotylli Transportowej C w operacji „Seelöwe” (29 sierpnia-10 grudnia 1940). Od 28 października do 30 grudnia 1940 w dyspozycji głównodowodzącego Kriegsmarine, dowódca naczelnego biura konstrukcji okrętów OKM (31 grudnia 1940 – 21 lutego 1943), dowódca floty w rejonie Niderlandów (4 marca 1943 – 31 grudnia 1944), oddany do dyspozycji głównodowodzącego Grupy Floty Północ (1 stycznia 1945 – 14 marca 1945), dowódca floty Zatoki Niemieckiej (15 marca 1945 – 7 maja 1945). W niewoli od 7 maja 1945 do zwolnienia 18 kwietnia 1947.
W chwili wybuchu II wojny światowej Kleikamp był dowódcą pancernika „Schleswig-Holstein”, który zaatakował polską placówkę wojskową na Westerplatte. Prof. Carl Burckhardt, szwajcarski dyplomata, pełniący w latach 1937–1939 funkcję Wysokiego Komisarza Ligi Narodów w Gdańsku, w powojennych wspomnieniach opisał swoje spotkanie z komandorem Kleikampem w przededniu wybuchu wojny: „Złożyłem również rewizytę na pokładzie pancernika, ale nie tam, lecz na przyjęciu w moim domu, dowódca okrętu, zmieszany na twarzy, uczynił mi nagle niespodziewane wyznanie: »Otrzymałem straszne polecenie, którego nie mam po prostu sumienia wykonać«. Gdyby o tym wyznaniu ktoś się dowiedział, dowódca okrętu za zdradę stanu prawdopodobnie zostałby skazany na karę śmierci przez rozstrzelanie. Ale wczesnym rankiem 1 września wykonał on otrzymany rozkaz i działa pancernika otworzyły ogień na Westerplatte”.

## Niektóre odznaczenia i nagrody
- Złoty Krzyż Niemiecki (Deutsches Kreuz in Gold) 14.10.1944 jako wiceadmirał i admirał dowodzący w Niderlandach
- 1914 Krzyż Żelazny I klasy
- 1914 Krzyż Żelazny II klasy
- Hamburski Krzyż Hanzeatycki (Hamburgisches Hanseatenkreuz)
- Krzyż Honorowy (Ehrenkreuz für Frontkämpfer)